# Comté de Kenton
Le comté de Kenton est un comté de l'État du Kentucky, aux États-Unis. Le comté possède deux sièges : Covington et Independence.

## Histoire
Le comté a été fondé en 1840 et a été nommé d'après Simon Kenton.

## Géographie
Selon le recensement de 2010, le comté a une superficie totale de 425,7 km2, dont 419,5 km2 (98,53 %) de terre et 6,3 km2) (1,47 %) d'eau.
Le comté est situé à la confluence du fleuve l'Ohio et de la rivière Licking.